# 地球防衛未亡人
《地球防衛未亡人》是一部上映於2014年2月8日的日本喜劇電影，由河崎實執導，壇蜜主演，講述太空怪獸入侵日本，最後透過女主角的舞蹈解決怪獸的過程，內容充滿諷刺和搞笑。

## 外部連結
- 電影海報
- 地球防衛未亡人 - allcinema
- 地球防衛未亡人 - KINENOTE
- 互联网电影数据库（IMDb）上《Chikyû bôei mibôjin》的资料（英文）